# Regina Eduardo Txipoia
Regina Eduardo Txipoia (Cuando-Cubango, 1961) é uma enfermeira e política angolana.
Filiada à União Nacional para a Independência Total de Angola (UNITA), é deputada de Angola pelo Círculo Eleitoral Nacional desde 27 de setembro de 2012.
Txipoia é enfermeira analista por profissão. Foi vice-presidente nacional da Liga da Mulher Angolana (LIMA) e secretária provincial da UNITA em Cuando-Cubango.
Ganhou notoriedade enquanto estava em pleno exercício das suas competências políticas como secretária provincial da UNITA. Na data de 22 de agosto de 2005 constatou irregularidades no registramentro civil no Cuangar e denunciou publicamente o ocorrido. Em função da denúncia, foi acusada em um processo judicial de difamação e calúnia instruído pela delegação de Justiça em Menongue.